# Donáth Ede
Donáth Ede (Besztercebánya, 1865. május 5. – Budapest, 1945. április 30.) karmester, zeneszerző. 

## Élete
Családja a morvaországi zsidóságból ered. Donáth Móric (Móse Smúel, 1824–1909) rabbi és Schächter Terézia (Rézi) fia. Már tizenkét éves korában felfedezték zenei tehetségét, de apja a kereskedői pályára szánta. Tanulmányait a bécsi konzervatóriumban végezte. Előbb Pozsonyban orgonistaként működött és zongoraórákat adott. 1897-től Serly Lajos az Óbudai Kisfaludy Színházban alkalmazta karmesterként. 1910-től a városligeti Feld Színház karmestere lett. 1911-ben közel-keleti útra indult, ami alatt perzsa, héber és őskeresztény énekeket és dalokat gyűjtött. 1925-től haláláig a Dohány utcai zsinagóga karnagya volt. Több színpadi műhöz írt kísérőzenét. Legnagyobb sikere az Abraham Goldfaden művéből átdolgozott Szulamith című operettjével (1899) volt, amelyet közel ötszázszor adtak elő. A mű bibliai környezetben játszódó romantikus szerelmi történet, s ötvözi a hagyományos magyar népszínmű és operett jellegzetes hangzásvilágát héber motívumokkal. Az operett szövegét Kövessy Albert írta. Túlélte a náci üldözést a budapesti gettóban, és röviddel Magyarország felszabadulása után, 1945. április 30-án, öt nappal 80. születésnapja előtt halt meg.
Kéziratait az Országos Széchényi Könyvtár zenei osztálya őrzi.

## Művei
- Szulamith, operett.
- Kossuth, szövegét írta: Pakots József. Bemutató: 1902. szeptember 18. Városligeti Színkör.
- Bethlehemi pásztor, daljáték. Budapesti Színház, 1907.
- Lányok a kaszárnyában, egyfelvonásos operett.
- Podeszta, egyfelvonásos operett.
- Londoni csibészek, egyfelvonásos operett.
- Harb ul Iszlam (1915) című török induló, amely megírása után az akkori török hadvezetés hivatalos indulója lett.

## Családja
Első hitvese Kramer Hanny (1872–1908) volt. Második felesége Werner Szelma (1871–1929) volt, akit 1909. április 15-én Budapesten, az Erzsébetvárosban vett nőül. Harmadik neje Wagner Róza (1879–1970) volt, akivel 1932. január 31-én a Józsefvárosban kötött házasságot.
Gyermekei
- Donáth Adolf Jenő (Lundenburg, 1894. szept. 15. – ?) karmester. 1. felesége (1924–1929) Schimek Erzsébet, 2. felesége (1934–1938) Meczner Julianna volt.
- Donáth Oszkár Albert (Budapest, 1898. nov. 12. – Budapest, 1958. szept. 26.) magánhivatalnok. 1. felesége (1921–1925) Szekeres Margit, 2. felesége (1932–1935) Blum Erzsébet, 3. felesége Pálmai Erzsébet volt.
- Donáth Lujza (Budapest, 1900. okt. 20. – Budapest, 1901. április 22.).
- Donáth Julianna (Budapest, 1901. nov. 1. – ?). Férje Sátori Lipót festő-és grafikusművész volt.
- Donáth Rózsa (Budapest, 1904. okt. 14. – ?). 1. férje Klintsek Béla magánhivatalnok, 2. férje (1931–1939) Horvát Lajos magántisztviselő volt.
- Donáth Hermina, később Mautner Mimi (1911–2013), a New York-i Első Magyar Önképző Kör alapító alelnöke és a Donáth Ede Alapítvány létrehozója.

## Emlékezete
- Legkisebb lánya, Mautner Mimi Donáth Ede Alapítványt hozott létre, amit 2000 óta tehetséges fiatal karmestereknek adnak át.